# 1129
1129 (MCXXIX) je bilo navadno leto, ki se je po julijanskem koledarju začelo na torek.

## Dogodki

### Slovenija
- 21. december - Za novega oglejskega patriarha je pozvan opat samostana v Bambergu Egilbert, ki zavrne ponujeno imenovanje. 1130 ↔
- Umrlega štajerskega mejnega grofa Leopolda Babenberškega nasledi njegov sin Otokar III.

### Evropa
- 13. januar - Papež Honorij II. potrdi meniški viteški red Templarjev, pravila reda sestavi najbolj priznan teolog tega časa Bernard iz Clairvauxa.
- 6. april - Portugalski grof Alfonz Henrik se razglasi za kneza Portugalske.
- 14. april - Francoski kronski princ Filip je povzdignjen v sokralja.
- Roger II. Sicilski zavzame kneževino Bari. Ker cilja na kraljevski naziv, pusti upornega lombardskega plemiča Grimoalda Alferanitesa, da vlada še naprej kot njegov vazal.

### Azija
- Bizantinski cesar Ivan II. Komnen se uspešno spopade z Danišmenidi v vzhodni Anatoliji.
- Zapleti na dvoru Kilikijske Armenije. Umrlega kralja Torosa I., ki je vladal skoraj 30 let, nasledi njegov sin Konstantin II., a ga kmalu umori njegov stric, Torosov brat Leon I.
- Jeruzalemski kralj Baldvin II., ki je brez sina, z dednim zakonom določi za dedinjo kraljestva najstarejšo hčer Melisendo.

- Osrednja Azija: Kitani, ostanki poražene dinastije Liao, začno z osvajanjem Kara-hanidskega kanata. Pridružijo se jim kitanski vojščaki, ki so kot najemnki služili pri Kara-hanidih.

## Rojstva
Neznan datum
- Henrik Lev, bavarski in saški vojvoda († 1195)
- Knut V., danski kralj († 1157)

## Smrti
- 24. julij - cesar Širakava, 72. japonski cesar (* 1053)
- 1. september - Álmoš, ogrski plemič, hrvaški ban (* 1070)

Neznan datum
- Konstantin II., 4. kralj Armenske Kikilije
- Leopold  Babenberški,  štajerski mejni grof
- Minamoto Tošijori, japonski pesnik (* 1055)
- Simoen iz Durhama, angleški kronist
- Toros I., 3. kralj Armenske Kikilije